# Phytomyza geminata
Phytomyza geminata är en tvåvingeart som beskrevs av Mitsuhiro Sasakawa 2008. Phytomyza geminata ingår i släktet Phytomyza och familjen minerarflugor.
Artens utbredningsområde är Turkiet. Inga underarter finns listade i Catalogue of Life.